# Soupetard
Soupetard est un quartier résidentiel de Toulouse situé à l’est de la ville.

## Géographie
C'est un quartier qui s'étend sur 46 ha, non loin du centre-ville à l'est de Toulouse, près de Jolimont au nord-ouest, Les Argoulets au nord, Guilheméry au sud-ouest, Château de l'Hers au sud. Il est aussi bordé à l'est par la commune de Balma située de l'autre coté de l'Hers-Mort.
Une partie plus réduite du quartier, soit 13 hectares, est classée en tant que quartier prioritaire, avec 2 062 habitants pour un taux de pauvreté de 42 %.

### Transports en commun
Le quartier est desservi par les lignes de transports en commun 193751.

## Étymologie
L'origine du nom Soupetard provient de 1852 quand Toulouse a connu un fort taux d’immigration espagnole. Ces gens étaient parqués dans un quartier entre eux. Ils préparaient la soupe tous à la même heure et, souhaitant conserver leurs habitudes et leurs coutumes, les Espagnols mangeaient la soupe tard… Le quartier comprend la rue Dinetard.
D'autre part, le Soupetard, (en occitan : Sopatard) est un être fantastique, un croquemitaine.

## Vie du quartier
Dans ce quartier, il y a une pharmacie et des commerces de proximité tels que : boulangerie, boucherie (hallal), épicerie produits exotiques, une épicerie de proximité, plusieurs coiffeurs, un restaurant, un tabac/presse/pmu et un photographe.
Le marché de Soupetard se déroule chaque samedi matin avec des marchands de fruits et légumes, poissonnier, boucher/fromager et parfois des traiteurs.

### Enseignement
L'enseignement dans le quartier est dispensé par une école élémentaire, deux écoles maternelle et un collège.

### Culture
Deux centres de loisirs et culturels y sont présents.
Un lieu d'information jeunesse est présent dans le cœur de quartier.
Une médiathèque est installée près de l'école élémentaire et maternelle.

### Sports
Soupetard possède un complexe sportif de l'ASPTT ainsi que son siège social, un boulodrome et un gymnase.
Le TCMS possède un complexe sportif dans le quartier.